# NGC 1531
NGC 1531 este o interacțiune de galaxii situată în constelația Eridanul. A fost descoperită în 19 octombrie 1835 de către John Herschel. Se află la o distanță de 15,46 megaparseci de Pământ.